# Dialectica imperialella
Dialectica imperialella là một loài bướm đêm thuộc họ Gracillariidae. Nó được tìm thấy ở Đan Mạch tới Pyrenees, Ý và România và từ Vương quốc Anh tới Nga và Ukraina.
Con trưởng thành bay vào tháng 5 và tháng 6 làm một đợt.
Ấu trùng ăn Buglossoides purpurocaerulea, Lithospermum officinale, Pulmonaria angustifolia, Pulmonaria officinalis và Symphytum officinale. Chúng ăn lá nơi chúng làm tổ.